# Powiat legionowski

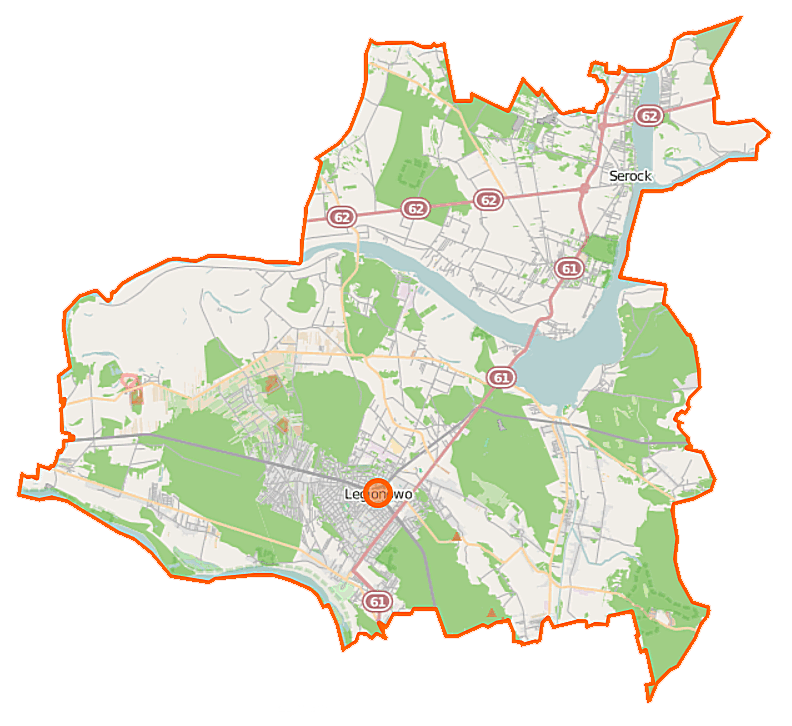
Mapa powiatu

Powiat legionowski – powiat w Polsce (województwo mazowieckie), utworzony w 1999 roku w ramach reformy administracyjnej. Jego siedzibą jest miasto Legionowo. Powiat legionowski położony jest w centralnej części Niziny Mazowieckiej.
W skład powiatu wchodzą:
- gminy miejskie: Legionowo
- gminy miejsko-wiejskie: Serock
- gminy wiejskie: Jabłonna, Nieporęt, Wieliszew
- miasta: Legionowo, Serock.

Według danych z 31 grudnia 2019 roku powiat zamieszkiwało 118 585 osób. Natomiast według danych z 30 czerwca 2020 roku powiat zamieszkiwało 119 306 osób.

## Demografia

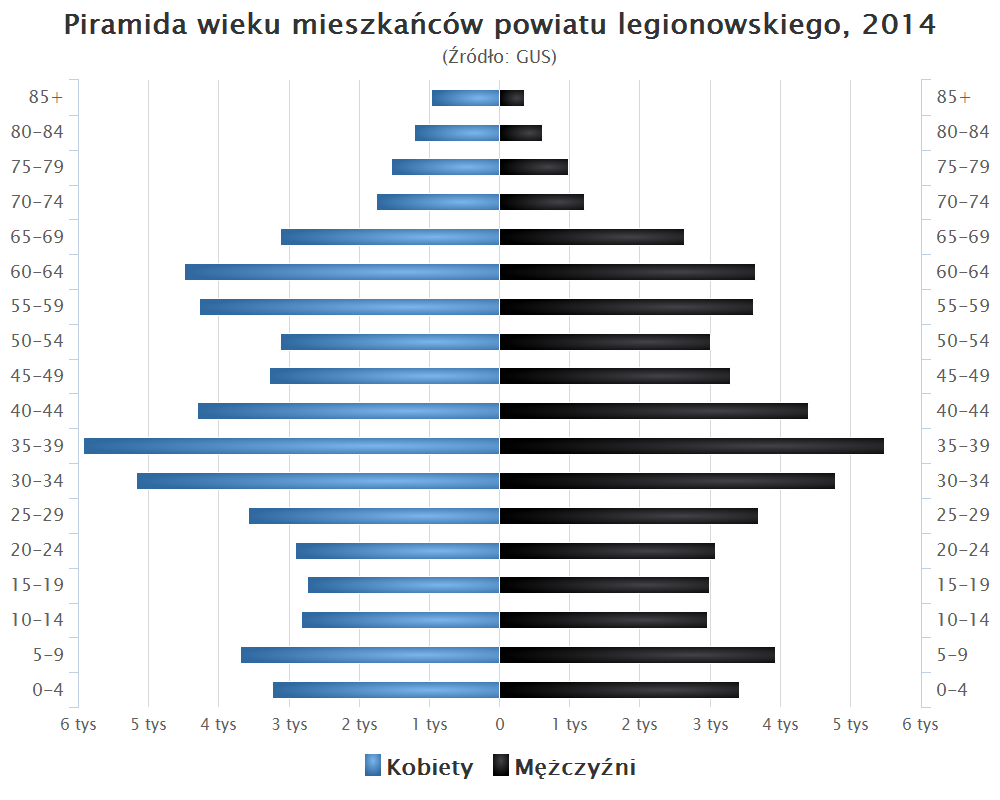
Piramida wieku mieszkańców powiatu legionowskiego w 2014 roku

Liczba ludności (dane z 30 czerwca 2005):
|        | Ogółem | Ogółem | Kobiety | Kobiety | Mężczyźni | Mężczyźni |
| osób   | %      | osób   | %       | osób    | %         |           |
| ------ | ------ | ------ | ------- | ------- | --------- | --------- |
| Ogółem | 95 287 | 100    | 49 290  | 51,73   | 45 997    | 48,27     |
| Miasto | 54 421 | 57,11  | 28 533  | 29,94   | 25 888    | 27,17     |
| Wieś   | 40 866 | 42,89  | 20 757  | 21,78   | 20 109    | 21,10     |

▶Wieś vs ▶miasto
Ogółem (▶k, ▶m)
Miasto (▶k, ▶m)
Wieś (▶k, ▶m)

## Gospodarka
Charakteryzuje się obecnością małych i średnich przedsiębiorców głównie w sektorze usług. Bliskość Warszawy sprawia, że większość mieszkańców pracuje w stolicy.
Głównym atutem powiatu jest znajdujący się na jego terenie Zalew Zegrzyński – sztuczne jezioro, służące celom rekreacyjnym. W jego bezpośrednim otoczeniu funkcjonuje wiele ośrodków wypoczynkowych, które latem goszczą wczasowiczów z całej Polski, a zimą skupiają swoją działalność na organizowaniu „zielonych szkół” oraz konferencji i szkoleń.
W 2009 roku powiat zajął piąte miejsce w kraju pod względem wielkości wydatków na infrastrukturę w rankingu tygodnika Wspólnota „Wydatki inwestycyjne samorządów na infrastrukturę techniczną”.

## Ochrona przyrody
Znaczna część obszaru powiatu wchodzi w skład Warszawskiego Obszaru Chronionego Krajobrazu.
Na obszarze powiatu legionowskiego położone są w całości lub częściowo rezerwaty przyrody:
1. Bukowiec Jabłonowski
2. Jabłonna
3. Jadwisin
4. Kępy Kazuńskie
5. Ławice Kiełpińskie
6. Łęgi Czarnej Strugi
7. Puszcza Słupecka
8. Wąwóz Szaniawskiego
9. Wieliszewskie Łęgi
10. Zegrze[5].

## Starostowie legionowscy
- Przemysław Kiełczewski (1999–2000) (AWS)
- Roman Smogorzewski (2000–2002) (AWS)
- Rafał Kwiatkowski (2002–2004)
- Dorota Sowińska-Kobelak (2004–2006)
- Jan Grabiec (2006–2015) (PO)
- Robert Wróbel (2015–2020) (PO)
- Sylwester Sokolnicki (2020-2024)
- Roman Smogorzewski (2024–) (PO)

## Sąsiednie powiaty
- Warszawa (miasto na prawach powiatu)
- powiat warszawski zachodni
- powiat nowodworski
- powiat pułtuski
- powiat wyszkowski
- powiat wołomiński